# Märchenvilla

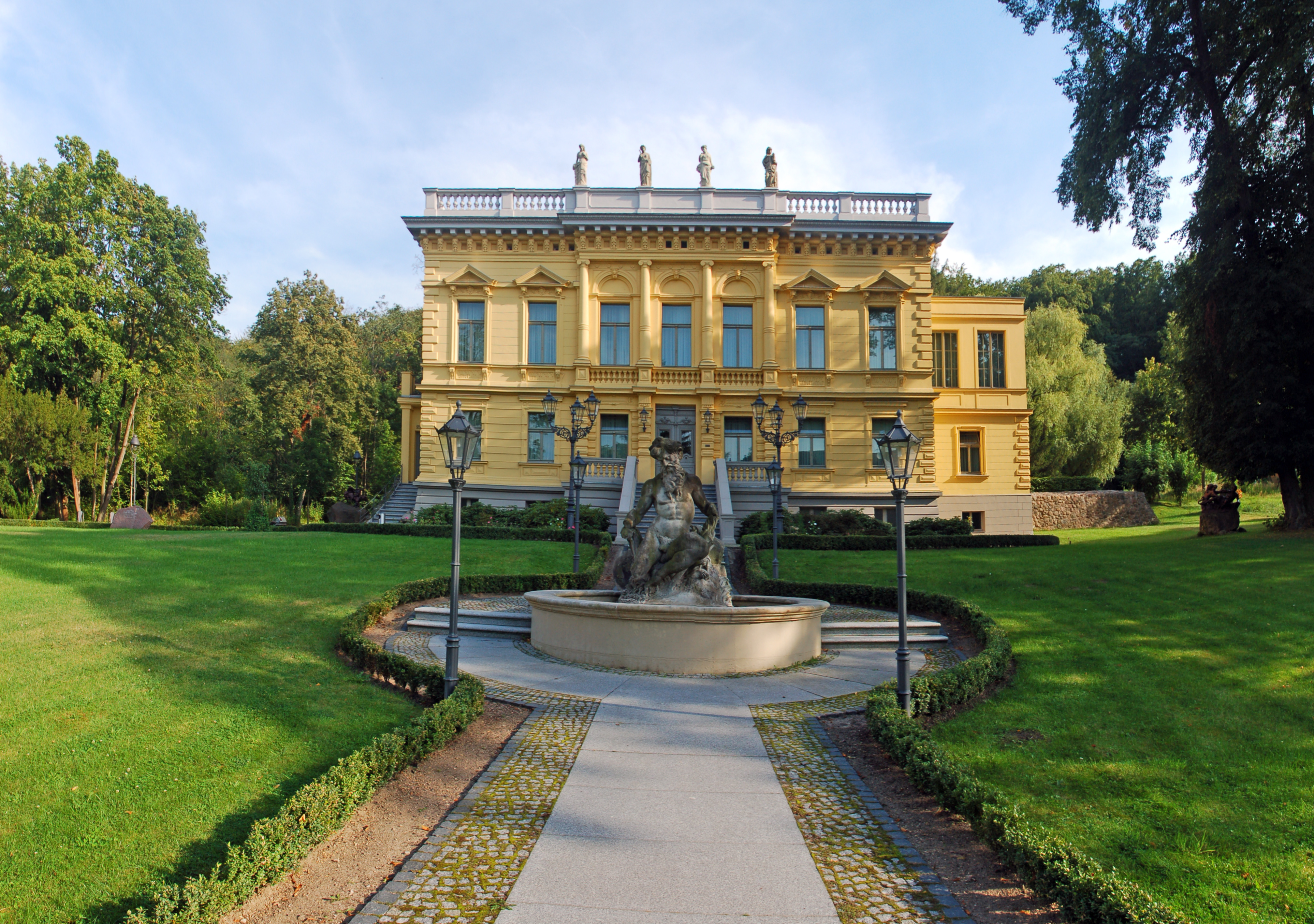
Die Märchenvilla in Eberswalde

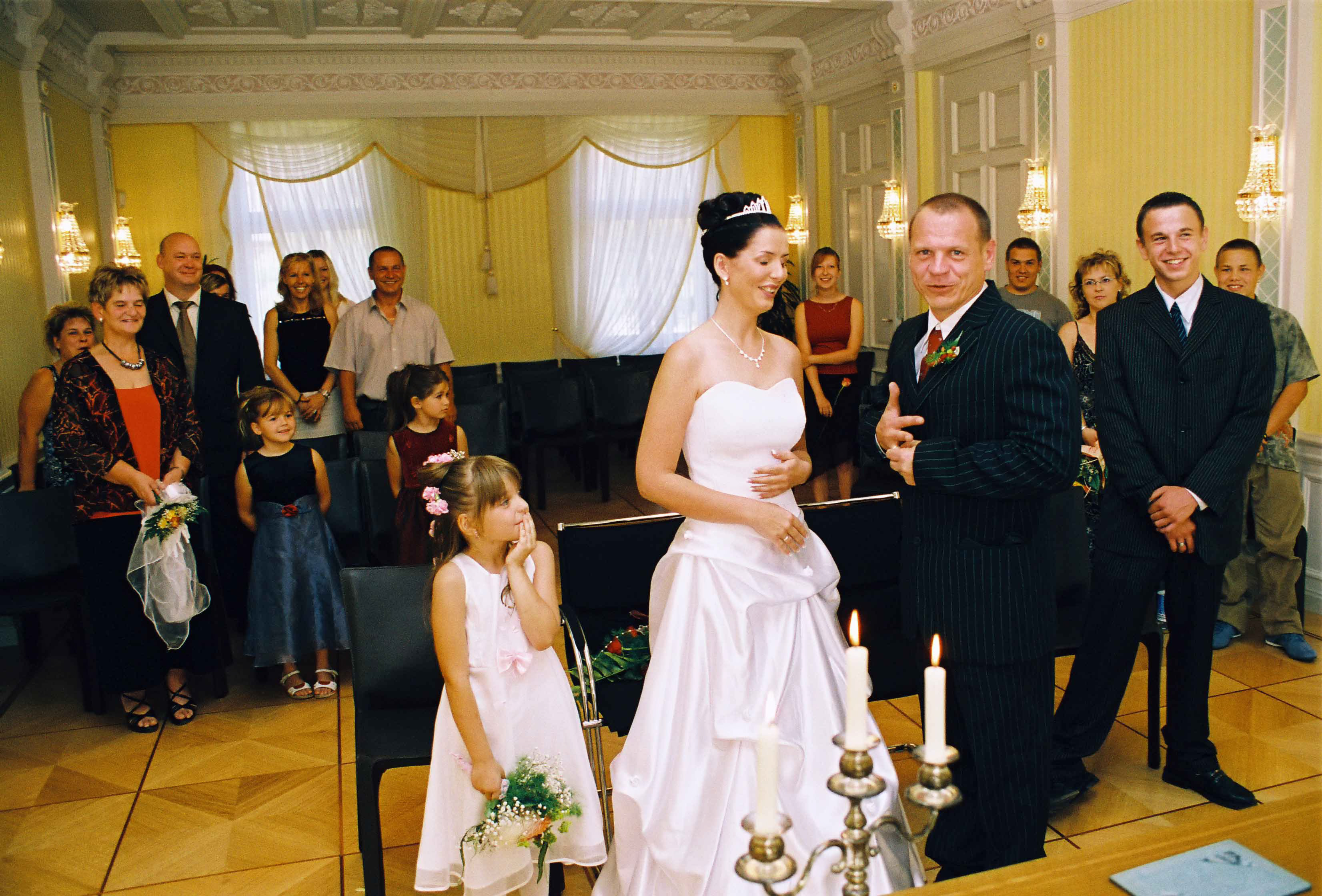
Hochzeit in der Märchenvilla

Die Märchenvilla ist ein ursprünglich 1833/34 erbautes Gebäude in Eberswalde. Die klassizistische Villa wurde umfangreich restauriert und dient heute als Standesamt der Stadt.

## Geschichte
Johann Friedrich Wilhelm Dictus erwarb 1826 in der Brunnenstraße in Eberswalde Baugrund und errichtete 1833/34 ein Landhaus mit Repräsentationscharakter. Dieses Gebäude wurde Märchenvilla genannt. Dictus war Sohn eines Berliner Wollfabrikanten. Ab 1836 wurde zudem um das Bauwerk ein Park gestaltet. Der Park wurde einst als Dictusgarten bezeichnet. Eigens wurden aus Berlin Skulpturen und Plastiken zur Verschönerung der Parkanlage herangeschafft. Diese Märchenwelt bestehend aus Figuren brachte der Villa den Namen Märchenvilla ein.
1866 erwarb Graf von Eglofstein die Villa und das Parkgelände. Der Aristokrat nahm eine Umgestaltung am Haus vor und errichtete zudem mehrere Wirtschaftsgebäude. Die Eigner des Gebäudes wechselten danach noch mehrmals. Eine weitere signifikante bauliche Veränderung wurde 1878 vorgenommen, indem das Gebäude aufgestockt wurde. Nunmehr entstand ein zweistöckiges repräsentatives Wohnhaus mit einer spätklassizistischen Putzfassade. Die Nachbargebäude in der Brunnenstraße waren ebenso auf gehobenen Niveau, was die Straße insgesamt architektonisch interessant machte.
Ab dem 20. April 1890 wurde das Gebäude vom Hotelier A. C. Parth gewerblich als Kurhaus und Hotelbetrieb genutzt, damals war Eberswalde noch Kurort. Für das Kurhaus wurde eigens ein Brunnen errichtet, der heute noch existiert und in die nahe Schwärze entwässert. Verantwortlich für die Ausführung war Ingenieur Piefke, der Leiter der Berliner Wasserwerke. Parth war Mitglied der Eberswalder Brunnendirektion. Der Hotelier hatte sodann aber einen erheblichen finanziellen Engpass, und der Kurbetrieb musste eingestellt werden.
Die Villa wurde ab 1942 von der Stadt Eberswalde als Standesamt genutzt. Für kurze Zeit folgte nach 1945 die Nutzung als sowjetisches Internat. Zwischen 1951 und 1989 diente sie als „Haus der Jungen Pioniere“ in der DDR. Danach war der bauliche Zustand des Gebäudes sehr heruntergekommen, bis es ab 2002 durch den Energieversorger EWE als Eigentümer hochwertig restauriert wurde und seit 2004 wieder als Standesamt der Stadt Eberswalde genutzt wird. 2005 erhielt das Haus ein aus dem Jahre 1849 noch von Dictus. stammendes Korkschnitzbild zurück. Zwei der Figuren im Garten wurden vom Erfurter Metallgießermeister Karlheinz Hütter restauriert. 2014 wurde die Märchenvilla als schönstes Standesamt Deutschlands ausgezeichnet.